# Laticoleus curvatus
Laticoleus curvatus är en stekelart som beskrevs av Delobel 1974. Laticoleus curvatus ingår i släktet Laticoleus och familjen brokparasitsteklar. Inga underarter finns listade i Catalogue of Life.